# Stadio Città di Hohhot
Lo stadio Città di Hohhot (in cinese 呼和浩特市体育场S, in inglese Hohhot City Stadium) è uno stadio di calcio sito ad Hohhot, Mongolia Interna, in Cina. Dal 2015 ospita le partite casalinghe del Inner Mongolia Zhongyou.

## Storia
Originariamente, nel 1952, fu costruito il "vecchio" stadio Hohhot. La costruzione del "nuovo" stadio iniziò nel giugno 2005 e terminò 2007. Gli investimenti nel progetto sono ammontati a 600 milioni di yuan. Dopo lo spostamento in città della squadra Inner Mongolia Zhongyou, lo stadio viene utilizzato principalmente per eventi di massa ed è diventato uno dei punti panoramici della città.